# أحلام حقيقية (فلم)
أحلام حقيقية فيلم رعب مصري من إنتاج عام 2006. من بطولة حنان ترك وخالد صالح. كان العنوان الأول لهذا الفيلم هو (أحلام مشروعة) ولكن بعد عرض فيلم (خيانة مشروعة) تغير اسمه إلى (أحلام حقيقية) واستقر المخرج والكاتب على هذا الاسم.

## قصه الفيلم
تعيش مريم حياة مضطربة مع زوجها أحمد. فجأة تنقلب حياتها رأسًا على عقب عندما تبدأ في الحلم بجرائم تكتشف أنها حقيقية في صباح اليوم التالي، معتقدًا أنها هي التي ترتكبها أثناء النوم ، لذلك تقرر البقاء مستيقظة.

## الممثلون
- حنان ترك
- خالد صالح
- داليا البحيري
- فتحي عبد الوهاب
- ماجدة الخطيب
- أحمد كمال

## وصلة
- إعلان الفيلم على يوتيوب

## وصلات خارجية
- مقالات تستعمل روابط فنية بلا صلة مع ويكي بيانات

1. ↑  Real dreams - elcinema.com نسخة محفوظة 29 سبتمبر 2017 على موقع واي باك مشين.